# Liga Nacional de Baloncesto Profesional
Die Liga Nacional de Baloncesto Profesional (LNBP) ist die höchste professionelle Spielklasse für Basketball in Mexiko. Sie wurde 2000 mit elf Teams gegründet, wuchs dann aber auf 24 Teams an. Inzwischen spielen in der Liga 13 Teams. Trotz der kurzen Geschichte der Liga, wird sie als eine der besten Ligen Lateinamerikas eingestuft.

## Teilnehmende Mannschaften im Jahr 2023
| Zone   | Mannschaft                 | Trainer                  | Stadt, Region                  | Mitglied in der Liga seit | Spielstätte                          | Fassungsvermögen der Spielstätte |
| ------ | -------------------------- | ------------------------ | ------------------------------ | ------------------------- | ------------------------------------ | -------------------------------- |
| Osten  | Correcaminos UAT Victoria  |                          | Ciudad Victoria, Tamaulipas    | 2000                      | Gimnasio Multidisciplinario Victoria | 2.600                            |
| Osten  | Dorados de Chihuahua       |                          | Chihuahua, Chihuahua           | 2000                      | Gimnasio Manuel Bernardo Aguirre     | 9.600                            |
| Osten  | Fuerza Regia de Monterrey  |                          | Monterrey, Nuevo León          | 2001                      | Gimnasio Nuevo León Independiente    | 5.000                            |
| Osten  | Halcones de Xalapa         |                          | Xalapa, Veracruz               | 2003                      | Gimnasio de la USBI                  | 2.638                            |
| Osten  | Halcones Rojos de Veracruz |                          | Veracruz, Veracruz             | 2005                      | Auditorio Benito Juárez              | 4.000                            |
| Osten  | Mineros de Zacatecas       |                          | Zacatecas, Zacatecas           | 2017-2018                 | Gimnasio Profesor Marcelino González | 3.458                            |
| Osten  | Plateros de Fresnillo      |                          | Fresnillo, Zacatecas           | 2019-2020                 | Gimnasio Solidaridad Municipal       | 4.500                            |
| Westen | Abejas de León             |                          | León, Guanajuato               | 2009-2010                 | Domo de la Feria                     | 4.463                            |
| Westen | Astros de Jalisco          |                          | Guadalajara, Jalisco           | 2019-2020                 | Arena Astros                         | 3.509                            |
| Westen | Freseros de Irapuato       |                          | Irapuato, Guanajuato           | 2023                      | Inforum Irapuato                     | 3.000                            |
| Westen | Libertadores de Querétaro  | Iván Déniz               | Querétaro, Querétaro           | 2009-2010                 | Auditorio General José María Arteaga | 2.982                            |
| Westen | Panteras de Aguascalientes |                          | Aguascalientes, Aguascalientes | 2003                      | Auditorio Hermanos Carreón           | 3.000                            |
| Westen | Soles de Mexicali          | Pedro Carrillo Ballester | Mexicali, Baja California      | 2005                      | Auditorio PSF                        | 4.779                            |

13 teilnehmende Mannschaften im Jahr 2023. Die LNBP ist in 2 Zonen aufgeteilt (Ost und West). Im Laufe der Jahre sind sehr viele Mannschaften in die Liga eingetreten, haben aber die Liga auch wieder verlassen.

## Teilnehmende Mannschaften wahrscheinlich im Jahr 2008
Die LNBP ist in zwei verschiedene Zonen aufgeteilt, die Zona Norte (Nordzone) und die Zona Sur (Südzone).

### Zona Norte
| Verein                              | Heimatstadt     | Bundesstaat     |
| ----------------------------------- | --------------- | --------------- |
| Algodoneros de la Comarca           | Torreón         | Coahuila        |
| Bravos de Piedras Negras-Eagle Pass | Piedras Negras  | Coahuila        |
| Correcaminos UAT Victoria           | Ciudad Victoria | Tamaulipas      |
| Dorados de Chihuahua                | Chihuahua       | Chihuahua       |
| Fuerza Regia                        | Monterrey       | Nuevo León      |
| Galgos de Tijuana                   | Tijuana         | Baja California |
| Lobos de la U.A. de C.              | Saltillo        | Coahuila        |
| Lobos Grises UAD                    | Durango         | Durango         |
| Potros ITSON                        | Ciudad Obregón  | Sonora          |
| Soles de Mexicali                   | Mexicali        | Baja California |
| Tecos UAG                           | Guadalajara     | Jalisco         |
| Venados de Nuevo Laredo             | Nuevo Laredo    | Tamaulipas      |

### Zona Sur
| Verein                     | Heimatstadt     | Bundesstaat     |
| -------------------------- | --------------- | --------------- |
| Angeles de Puebla          | Puebla          | Puebla          |
| Barreteros de Zacatecas    | Zacatecas       | Zacatecas       |
| Bucaneros de Campeche      | Campeche        | Campeche        |
| Estrellas Indebasquet      | Mexiko-Stadt    | Mexiko-Stadt    |
| Halcones Rojos             | Veracruz        | Veracruz        |
| Halcones UV Córdoba        | Córdoba         | Veracruz        |
| Halcones UV Xalapa         | Xalapa          | Veracruz        |
| Lechugueros de Leon        | León            | Guanajuato      |
| Loros de Colima            | Colima          | Colima          |
| Panteras de Aguascalientes | Aguascalientes  | Aguascalientes  |
| Pioneros de Cancun         | Cancún          | Quintana Roo    |
| Santos Reales              | San Luis Potosí | San Luis Potosí |

## Meisterschaften
| Saison  | Meister                       | 2. Finalist                      |
| ------- | ----------------------------- | -------------------------------- |
| 2000    | Correcaminos UAT Tampico      | Correcaminos UAT Victoria        |
| 2001    | Gallos de Pelea de Cd. Juárez | Lobos de la U.A. de C.           |
| 2002    | Correcaminos UAT Victoria     | Correcaminos UAT Matamoros       |
| 2003    | Panteras de Aguascalientes    | La Ola Roja del Distrito Federal |
| 2004    | Santos Reales de San Luis     | Halcones UV Xalapa               |
| 2005    | Halcones UV Xalapa            | Lobos de la U.A. de C.           |
| 2006    | Soles de Mexicali             | Halcones UV Xalapa               |
| 2007–08 | Halcones UV Xalapa            | Soles de Mexicali                |

## Copa Independencia Gewinner
Die Copa Independcia ist ein Vorsaisonturnier das von der LNBP organisiert wird.
| Saison  | Meister                | 2. Finalist               |
| ------- | ---------------------- | ------------------------- |
| 2004    | Lobos de la UA. de C.  | Lechugueros de León       |
| 2005    | Lobos de la U.A. de C. | Correcaminos UAT Victoria |
| 2006    | Lobos Grises UAD       | Halcones UV Xalapa        |
| 2007–08 | Lobos Grises UAD       | Halcones Rojos            |

## Versuch einer Liste aller gemeldeten Mannschaften bzw. zurückgezogenen Mannschaften
- Abejas de León
- Aguacateros de Michoacán
- Águilas Rojas de San Juan del Río
- Algodoneros de la Comarca
- Ángeles de Puebla
- Ángeles Guerreros de Acapulco
- Astros de Jalisco
- Astros de Tecate
- Barreteros de Zacatecas
- Bravos de Piedras Negras
- Bucaneros de Campeche
- Caballeros de Culiacán
- Capitanes de la Ciudad de México
- Cimarrones de Ensenada
- Cometas de Querétaro
- Coras de Tepic
- Correcaminos UAT Matamoros
- Correcaminos UAT Reynosa
- Correcaminos UAT Tampico
- Correcaminos UAT Victoria
- Cosmos de Tijuana
- Dorados de Chihuahua
- Estrellas Indebasquet del Distrito Federal
- Freseros de Irapuato
- Fuerza Regia de Monterrey
- Galgos de Tijuana
- Gallos de Pelea de Ciudad Juárez
- Gambusinos de Fresnillo
- Gansos Salvajes de la UIC
- Garzas de Plata de la UAEH
- Garzas Guerreras de la UATX
- Gigantes del Estado de México
- Guerreros de Guerrero Cumple
- Guerreros de Morelia
- Guerreros del Norte
- Halcones Rojos de Veracruz
- Halcones UV Córdoba
- Halcones UV Xalapa
- Huracanes de Tampico
- Indios de Ciudad Juárez
- Indios de la UACJ
- Jaguares de la Bahía
- Jefes Fuerza Lagunera
- Laguneros de La Comarca
- Libertadores de Querétaro
- Lechugueros de León
- Lobos de la U.A. de C.
- Lobos Grises de la UAD
- Lobos Plateados de la BUAP
- Loros de la Universidad de Colima
- Mayas de Yucatán
- Mineros de Zacatecas
- Navegantes de Ensenada
- Ola Roja del Distrito Federal
- Ola Verde de Poza Rica
- Osos de Guadalajara
- Panteras de Aguascalientes
- Petroleros de Ciudad del Carmen
- Pilares del Distrito Federal
- Pioneros de Quintana Roo
- Pioneros de Cancun
- Plateros de Fresnillo
- Potros ITSON de Obregón
- Santos de San Luis
- Santos Reales
- Soles de Mexicali
- Tecolotes de la UAG
- Titanes Capital del Distrito Federal
- Titánicos de León
- Toros de Nuevo Laredo
- Tuberos de Colima
- Unión Zacatecas
- Venados de Nuevo Laredo
- Vaqueros de Agua Prieta
- Volcanes del Estado de México
- Zorros de la UMSNH